# Rudolf Kasper
Rudolf Kasper (29. listopadu 1896 Horní Dřevíč – 31. ledna 1947 Sovětská okupační zóna Německa) byl československý politik německé národnosti a meziválečný poslanec Národního shromáždění za Německou národně socialistickou stranu dělnickou.

## Biografie
Podle údajů k roku 1930 byl povoláním dělnickým tajemníkem v Ústí nad Labem.
V parlamentních volbách v roce 1929 získal za Německou národně socialistickou stranu dělnickou poslanecké křeslo v Národním shromáždění. V rámci DNSAP předsedal vlivné odborové organizaci Odborový svaz německých dělníků.
V říjnu 1933 opustil poslanecký klub německých národních socialistů a stal se členem nového klubu Sudetendeutsche parlamentarische Vereinigung. Již v listopadu 1933 byl ale, stejně jako všichni další bývalí poslanci DNSAP, zbaven mandátu.
Po zániku DNSAP přešel v 2. polovině 30. let do nově vzniklé Sudetoněmecké strany. Zde se v roce 1936 stal představitelem frakce, která se pokusila o eliminaci vlivu Waltera Branda a dalších bývalých stoupenců okruhu Kameradschaftsbundu. Kasper požadoval radikálnější politiku a sociální recepty inspirované sousedním nacistickým Německem. Konrad Henlein se ale zpočátku postavil proti němu a věc musel řešit stranický soud. Až v roce 1937 bylo Kasperovi dáno za pravdu a vliv bývalých nacionálních socialistů v SdP vzrostl.
Po roce 1938 se politicky angažoval jako člen NSDAP a jednotek SS.
Na konci války byl zadržen sovětskými okupačními úřady v Německu. Dne 31. ledna 1947 byl na neznámém místě v sovětské okupační zóně Německa umučen příslušníky sovětské, komunistické, tajné policie - NKVD.